# ماسامی ساتو
ماسامی ساتو (انگلیسی: Masami Sato؛ زادهٔ ۲۶ اوت ۱۹۸۱) بازیکن فوتبال اهل ژاپن است.
از باشگاه‌هایی که در آن بازی کرده‌است می‌توان به باشگاه فوتبال یوکوهاما اشاره کرد.